# Стадніченко Ольга Олександрівна
Стадніченко Ольга Олександрівна (нар. 6 червня 1969, смт Балабине, Запорізька область, Українська РСР, СРСР) — українська літературознавиця, критикиня, викладачка Запорізького національного університету, голова Запорізького обласного осередку Національної спілки письменників України (з червня 2020 року). Кандидат філологічних наук, професор.
Закінчила Запорізький державний університет (філологічний факультет).
1999 р. — захистила кандидатську дисертацію «Творчість Петра Ребра в контексті розвитку української літератури 50–90-х рр. ХХ ст.».
2002 р. — атестаційна комісія МОН присвоїла Ользі Стадніченко вчене звання доцента кафедри українознавства.
Із грудня 2003 року — завідувачка кафедри українознавства ЗНУ.

## Наукові праці та публікації
Має понад 150 наукових та навчально-методичних публікацій:
- Навчальний посібник для студентів усіх спеціальностей (з грифом МОН) «Українська мова за професійним спрямуванням». Запоріжжя, ЗНУ, 2013. 320 с.

- Навчальний посібник «Основи наукових досліджень та інформаційна культура студентів»(з грифом МОН). Запоріжжя, ЗНУ, 2013. 200 с.

- У свічаді слова: література, письменник, час: монографія. Запоріжжя: Дике поле, 2018. 182 с.

- Die künstlerische gedankliche Durchdringung des Holocaust in Ju.Vynnyčuks Roman «Todestango». Діалог мов — діалог культур. Україна і світ IX Міжнародна наукова інтернет–конференція з україністики, München 1–4 November 2018. С. 656—669.

- Концепція українського націєтворення в публіцистиці Дмитра Павличка. Про Дмитра Павличка: збірник статей. / За загальною редакцією Пилипчук Д. К.: ВЦ «Просвіта», 2019. С. 799—808.

- Автопортрет шістдесятництва в українській мемуаристиці кінця ХХ–початку ХХІ століть. Вісник Львівського університету: Серія Філологічна. Вип. 67. Ч. ІІ. Львівський національний університет, 2018, С. 221—228.

- Інтертекстуальність як риса сучасної української мемуарної прози. Вісник Кам'янець-подільського національного університету. 2017. № 2. С. 203—206.

- Рецепція національного характеру в українській літературі NON-FICTION. Вісник Запорізького національного університету. 2017. № 1. С. 40–46.

- Рецепція постатей митців у «Спогадах» Д. Павличка. Вісник Запорізького національного університету. 2018. № 2. С.145–149.

- Феномен Тараса Шевченка в українській мемуаристиці кінця ХХ–ХХІ століття. Літературознавство. Фольклористика. Культурологія. Збірник наукових праць. Черкаси, 2019. С. 219—231.

## Громадська діяльність
Член Національної спілки письменників України (з 2017 р.), Національної спілки краєзнавців України (з 2016 р.).
Голова Запорізького обласного осередку Національної спілки письменників України (з червня 2020 року).

## Відзнаки і нагороди
- Обласна літературно-мистецька премія імені Петра Ребра в номінації «Публіцистичні роботи» (робота «Літературознавчі й публіцистичні праці про Петра Ребра» (2016 р.)[2][5].
- Орден княгині Ольги ІІІ ступеня (2008 р.)[6]
- Орден «За заслуги перед Запорізьким краєм» ІІІ ст. (2018 р.)[7]
- Почесна грамота Національної спілки письменників України (2019 р.)
- Медаль Івана Мазепи Міжнародної літературно-мистецької академії (2020 р.).